# Извне (повесть)
«Извне (Повесть в трёх рассказах)» — фантастическая повесть Аркадия и Бориса Стругацких, хронологически первое опубликованное произведение соавторов. Существует в двух версиях, фабула которых в общих чертах неизменна: рассказ 1958 года и повесть в трёх рассказах 1960 года.
Повесть «Извне» версии 1960 года состоит из трёх рассказов, из которых постепенно вырисовывается общая картина происходящего. В первой новелле офицеры гарнизона на Камчатке, совершающие восхождение на Адаирскую сопку (прототипом которой послужила Авачинская сопка), сталкиваются с «чёрными вертолётами», которые высаживают страшно истощённого человека в сетчатой майке. Во второй новелле археологи, работавшие в Пенджикенте, сталкиваются с паукообразными механизмами, похитившими несколько автомобилей и руководителя научной партии Лозовского, найденный дневник которого позволил понять, что на Землю высадился чужой космический корабль — вероятно, без разумных обитателей. Археолог решил последовать за роботами в надежде встретиться с их хозяевами. В третьей части рассказ ведётся от имени самого Лозовского, который убедился, что космический корабль пришельцев управляется самостоятельно и представляет собой огромное хранилище предметов культуры и живых существ с планет, им посещавшихся. Каким-то образом механизмы опознали в Лозовском разумное существо и высадили обратно на Землю.
Изначально братья Стругацкие написали в 1957 году рассказ «Извне» о прибытии на Землю космических пришельцев, опубликованный в журнале «Техника — молодёжи» (1958, № 1) и газете «Комсомолец Таджикистана» (1958, 25, 27, 29 июня, 4 июля). Практически сразу соавторы пришли к мысли, что рассказ можно развернуть в полноценную повесть, которая была написана в апреле 1958 года и впервые опубликована в авторском сборнике «Шесть спичек» (1960). В дальнейшем повесть печаталась в авторских сборниках 1964 и 1980 годов, а затем выходила исключительно в собраниях сочинений. Первоначальная версия рассказа в том же 1958 году была переведена на венгерский, польский и румынский языки, полный вариант повести как минимум трижды публиковался в английском переводе.

## Версия «Техники — молодёжи» (1958)
Действие происходило в 1967 году. Изложение велось от лица неназванного археолога, работавшего в окрестностях Сталинабада. Его коллега — археолог, попавший к Пришельцам и оставивший дневник, — именовался Борисом Яновичем Стронским. Действие началось 23 августа: повествователь готовил в палатке обед, беспокоясь, что Стронский, уехавший за продуктами и материалами, опаздывал уже на шесть часов и в лагере осталось две банки консервов и полпачки чаю на шестерых. Тут у входа в палатку появился Пришелец: «матово-чёрный, ростом с большую собаку, похожий на громадного паука. У него было круглое, плоское, как часы „Молния“, тело и суставчатые ноги». Пришелец унёс горящий примус и консервы, а когда коллеги-археологи вернулись с раскопа, оказалось, что он утащил ещё и дневник рассказчика, коробку карандашей и пакет с самыми ценными находками. Это подтвердило, что у повествователя не было галлюцинаций; остались и дырчатые следы «паука». Ночью наблюдалось свечение и слышался рёв, наутро раскоп оказался полностью опустошён, все находки исчезли; осыпи были испещрены дырчатыми следами. На следующий день появился Чёрный Вертолёт, похитивший неисправную автомашину, на которой группа Стронского пыталась добраться до города. Вертолёты наблюдались ещё и 25 августа, а затем исчезли. Когда археологи добрались до Пенджикента, они узнали, что Стронский исчез, а шофёра Колю держат в милиции, подозревая, что он уронил в пропасть машину с имуществом и погубил археолога. Лишь в середине сентября пограничники, рассчитав трассы полётов Чёрных Вертолётов, обнаружили посадочную площадку Пришельцев и дневник Бориса Яновича Стронского, содержание которого составляет оставшуюся часть текста. Финальные строки дневника таковы: «…приложу все усилия к тому, чтобы связаться с Землёй и вернуться обратно с хозяевами Пришельцев. Думаю, мне удастся договориться с ними. Итак, иду в корабль».
8 ноября Стронский вышел на связь, передав поздравления с пятидесятой годовщиной Великого Октября и сообщив, что вошёл в контакт с «весьма достойными и интеллигентными существами», физические параметры которых не подходили для высадки на Земле. Сообщения он передавал «по-русски, по-немецки, по-таджикски и по-латыни». «Механические „пауки“ и Чёрные Вертолёты появлялись в Антарктиде, в северо-восточной Канаде, в Норвегии. Их дебют в Таджикистане был первой высадкой в низких широтах». Пришельцы предложили через Стронского организовать официальный контакт в любой точке орбиты их корабля, ибо такой перелёт не выходит за пределы технических возможностей людей. «Девятнадцатый спутник» передал пеленги Пришельцев; вскоре оказалось, что Тер-Марукян, молодая сотрудница Симеизской обсерватории, обнаружила корабль Пришельцев ещё за четыре месяца до появления Чёрных Вертолётов.

Остальное известно. На совместном совещании представителей президиумов Академии наук СССР и Китайской Народной Республики было решено принять предложение гостей и послать на рандеву «Советский Союз» и «Вэйдады Ю-и», первые в истории земного человечества пилотируемые атомные межпланетные корабли. Эти корабли готовились к рейсу вокруг Луны, но изменение маршрута не вызвало у экипажей возражений. Соединённые Штаты посылают одну беспилотную ракету, снаряженную автоматическими телепередатчиками.

## Версия сборника «Шесть спичек» (1960)
Сюжет раскрывается в трёх новеллах-главах, каждая из которых представляет собой отчёт одного из трёх лиц, ставших свидетелями и участниками посещения Земли космическими пришельцами. Порядок новелл обусловлен постепенным «приближением к разгадке». Наукообразная объяснительная часть вынесена в финал в виде «Выдержек из протокола заключительного заседания Сталинабадской комиссии».

### «Человек в сетчатой майке. Рассказ офицера штаба Н-ской части майора Кузнецова»

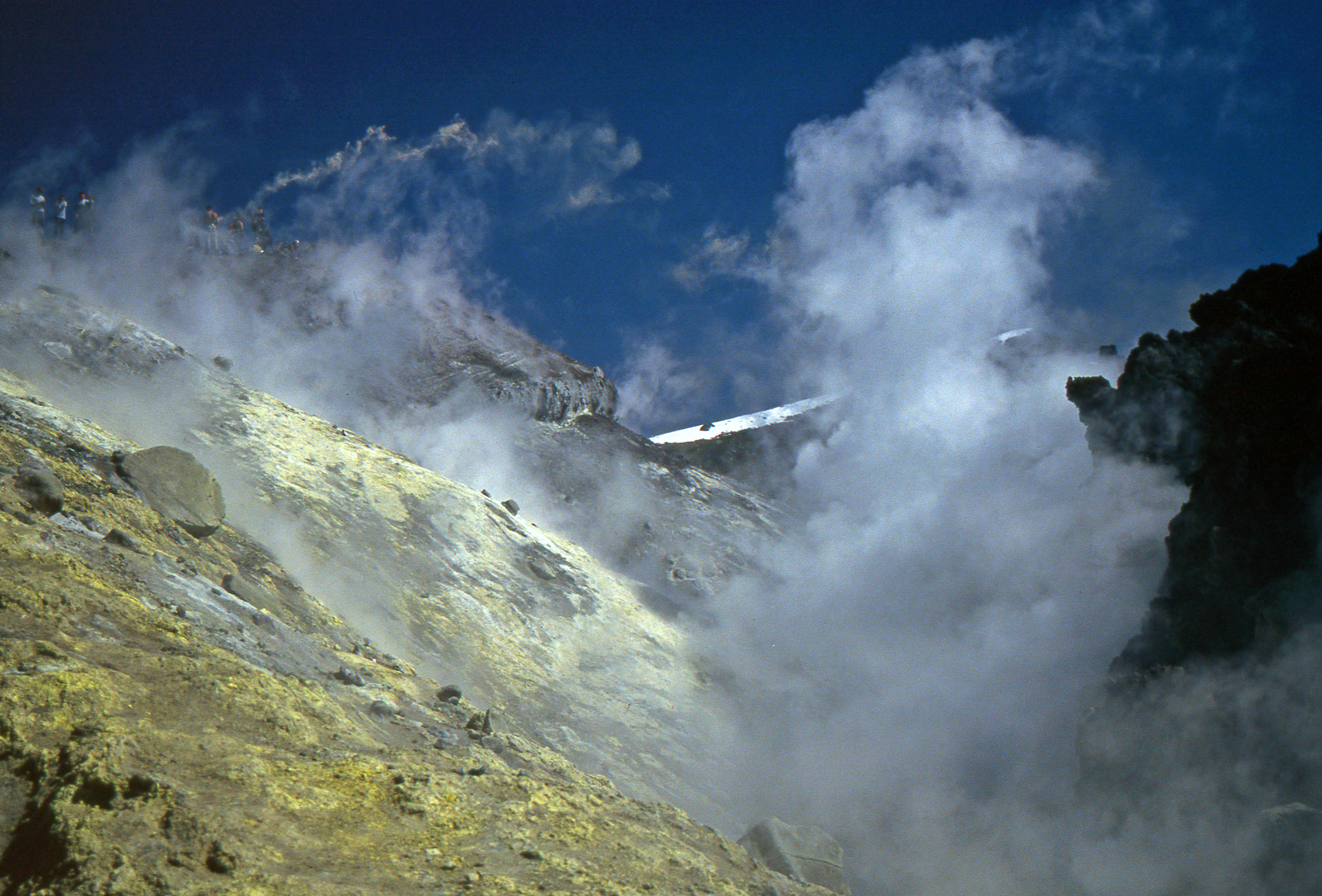
Кратер Авачинского вулкана. Фото 1993 года

Первый рассказ ведётся от лица майора Кузнецова, который вместе с сослуживцами майорами Строкулевым, Гинзбургом и Пёрышкиным решил покорить Адаирскую сопку на Камчатке. В силу разных причин восхождение началось в субботу 1 сентября 195… года в шесть часов вечера: от военного городка до вулкана было не менее тридцати километров по прямой, однако «то, что ещё можно называть дорогой, кончается на шестом километре, в небольшой деревушке». Далее предстоял путь по плоскогорью и лавовому полю. Эти места использовались соседней авиационной частью как учебный полигон для тактических занятий. Коля Гинзбург специально убедился, что в субботу и воскресенье учений не будет — он был тяжело ранен на войне при атаке немецкой авиации и не желал получить раны ещё и от своих. В шесть часов утра воскресенья, оставив джип с шофёром на лавовом поле, офицеры начали восхождение и в три пополудни добрались до кратера:

Именно таким представлял я себе вход в ад. Под нами зияла пропасть глубиной в несколько десятков, а может быть, в сотню метров. Стены пропасти и её плоское дно были серо-желтого цвета и казались такими безнадежно сухими, такими далекими от всякого намека на жизнь, что мне немедленно захотелось пить. Честное слово, здесь физически ощущалось полное отсутствие хотя бы молекулы воды. Из невидимых щелей и трещин в стенах и в дне поднимались струи вонючих сернистых паров.
Когда альпинисты на закате вернулись к машине, хмурый водитель Миша сообщил, что пролетали самолёты. Пёрышкин заподозрил, что готовятся ночные стрельбы по локатору, однако быстро выехать не удалось: спустился туман. В тумане на офицеров обрушилось нечто, что они приняли за пикирующий бомбардировщик. Однако атаки не последовало, и тут же офицеры нашли крайне истощённого человека в тапочках на босу ногу, сетчатой майке-безрукавке и лыжных брюках. Его бессвязные фразы были непонятны: офицеры не поверили, что вертолёт может пикировать. Когда офицеры привезли незнакомца в деревню, из штанов выпала «маленькая металлическая статуэтка — странный скорченный человечек в необычной позе. <…> Лицо …было выполнено удивительно реалистично — измученное, тоскливое, с упавшей на лоб жалкой прядью прямых волос. На голой спине человечка громадными буграми выдавались угловатые лопатки, колени были острые, а на руках торчали всего по три скрюченных когтистых пальца». Пёрышкин привёз врача и оперуполномоченного, которые днём отправили найденного человека по инстанциям.

Так и остались мы, свидетели необыкновенного случая у подножия Адаирской сопки, со своим неутолённым любопытством, неясным ощущением чего-то таинственного и подавляющего воображение, с богатейшими возможностями для всякого рода фантастических догадок.

### «Пришельцы. Рассказ участника археологической группы „Апида“ К. Н. Сергеева»

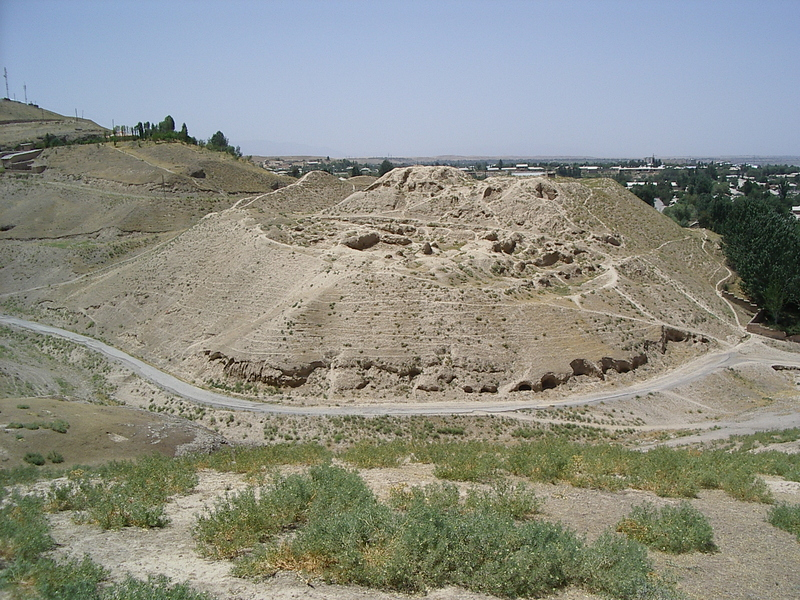
Развалины древнего Пенджикента. Фото 2008 года

Второй рассказ — отчёт участника археологической экспедиции, ставшего свидетелем действий Пришельцев («пауков») в окрестностях Сталинабада в августе 195… года. В группе археологов было шесть человек во главе с Борисом Яновичем Лозовским, а также двое таджиков-рабочих и шофёр Коля. Они копали «Замок Апида» на вершине холма; у подножья был разбит полевой лагерь, выходящий на дорогу до Пенджикента. Лозовский уехал на джипе за продуктами, его возвращение ожидалось 14 августа. Сергеев, от имени которого ведётся изложение, варил гречневую кашу и строил версии опоздания Лозовского, когда увидел у входа в палатку паукообразного Пришельца. «Подробно описать его я не могу. Я был слишком ошеломлён и озадачен». Десятник-таджик Джамил с рабочими решили, что у Сергеева солнечный удар, но вскоре оказалось, что «паук» утащил, кроме примуса и консервов, дневник, коробку карандашей и пакет с самыми ценными археологическими находками. Джамил же первым предположил, что между исчезновением Лозовского и появлением «пауков» есть какая-то связь. В половину второго ночи в небе гудели «самолёты», а на склоне горы напротив «появилось яркое пятно света, поползло вниз, погасло и снова возникло, но уже гораздо правее». Наутро на раскопе не осталось ни одного черепка из найденных накануне, ровные площадки пола в раскопанных помещениях оказались покрыты дырчатыми следами. Далее Сергеев пошёл пешком в Пенджикент, рассчитывая или встретить Лозовского, или найти попутку. Тут появились Чёрные Вертолёты, которые утащили стоявший у обочины сломанный джип ГАЗ-69. Сам рассказчик более с Пришельцами не сталкивался, хотя Джамил и рабочие наблюдали Чёрные Вертолёты ещё 16 августа. В Пенджикенте Сергееву сообщили, что Лозовский выехал утром 14 августа, а вечером того же дня явился шофёр Коля без машины и Бориса Яновича, сообщив о воздушном нападении. Его забрали в милицию и не верили ни единому слову.
Наконец, в середине сентября в пятнадцати километрах от раскопок пограничники, проследив по показаниям очевидцев несколько трасс Чёрных Вертолётов, нашли посадочную площадку. На ней стоял похищенный ГАЗ-69, где был обнаружен дневник Б. Я. Лозовского. Именно Лозовский впервые осознал инопланетную природу Пришельцев, которые его не трогали. Археолог имел возможность уйти в Пенджикент, до тракта на который было не более трёх часов пешего хода. Решение остаться принесло плоды: Лозовский убедился, что Пришельцы — это необыкновенно сложные механизмы, кибернетические или телеуправляемые. «Кто же Хозяева этих машин? Может быть, Пришельцами управляют изнутри корабля?» В последней записи от 16 августа Лозовский сообщил, что решил проникнуть в корабль Пришельцев и лететь с ними: «Если останусь жив — а в этом я почти не сомневаюсь, — то приложу все усилия к тому, чтобы связаться с Землёй и вернуться обратно с Хозяевами Пришельцев. Думаю, мне удастся договориться с ними…»

### «На борту „Летучего Голландца“. Рассказ бывшего начальника археологической группы „Апида“ Б. Я. Лозовского»
Борис Янович Лозовский решился пойти вместе с Пришельцами, потому что «никогда не простил бы себе, если бы ограничился тем, что с разинутым ртом проводил глазами взлетающий звездолёт другого мира. Это было бы предательством. Предательством по отношению к Земле, к науке, ко всему, во что я верил, для чего жил, к чему шёл всю жизнь». Оказавшись на корабле-матке, который Лозовский сравнил с «Летучим Голландцем», он убедился, что на его борту находится что-то среднее между музеем и зверинцем:

И в каждой из камер в этом удивительном тоннеле-зверинце копошилось, ползало, жевало, пульсировало, металось, таращилось какое-нибудь существо. Там были слоноподобные бронированные тараканы, красные, непомерной длины тысяченожки, глазастые полурыбы-полуптицы ростом с автомобиль, и что-то невероятно расцвеченное, зубастое и крылатое, и что-то вообще неразборчивых форм, погружённое в зелёное полупрозрачное желе, разлитое по полу. В некоторых камерах было темно. Там время от времени вспыхивали разноцветные огоньки, что-то шевелилось. Не знаю, кто там сидел, в этих клетках. Вообразить всё это очень трудно, а описать и рассказать — ещё труднее, невозможно.
Далее Лозовский убедился, что корабль — полностью автоматизирован, автономно путешествует в космосе с целью исследования и сбора на посещаемых планетах образцов фауны и флоры. Разумных «Хозяев» на корабле нет, а функции сбора коллекций осуществляют кибернетические устройства, которые запрограммированы игнорировать прямоходящие существа — очевидно, чтобы ошибочно не захватить разумных обитателей исследуемых планет. Учёный привлёк внимание паукообразных роботов, которые начали вести съёмку, и прочитал импровизированную лекцию о цивилизации Земли: «…я не смог заставить себя рассказать об атомных и водородных бомбах и ядовитых газах. Почему-то мне стало стыдно… Обо всём остальном я рассказывал подробно и с увлечением. Я думаю, что, если Хозяева расшифруют эту запись — а в этом сомневаться не приходится, — они будут довольны». Далее Лозовский столкнулся с тем, что не может проникнуть в загоны к земным животным, чтобы добраться до воды. Ему удавалось пару раз похитить у роботов синтетическую пищу, пригодную для человека, но вода в единственной фляжке закончилась. Лозовский заболел от обезвоживания и одиночества, но именно в помрачённом состоянии сознания сделал самое замечательное открытие: на стене незанятого тоннеля была выцарапана надпись непонятными значками в семь строчек и грубое изображение птицы. Рядом лежала иссохшая мумия, и в прахе её нашлась «маленькая тяжёлая платиновая статуэтка, трёхпалый человечек», которую Лозовский взял с собой. В самом конце так и не проявившие себя Хозяева, не имея непосредственного доступа к ситуации, дали команду вернуть «двуногое разумное существо» на его родную планету.

Дальнейшее известно. Меня подобрали военные, случившиеся неподалёку, отправили в госпиталь. Это я узнал уже позже, когда очнулся и окончательно оправился. Я был без сознания почти полгода. У меня нашли сильное истощение организма, двустороннее воспаление лёгких, мозговую горячку и ещё что-то. Врачи не могли определить эту болезнь. Подозреваю, что я подхватил её на корабле.

Но я выздоровел. Выздоровел и вспомнил, когда мне кое о чём рассказали. Вот и всё.

<…> Но какая жалость, что это были только машины!

### «Выдержки из протокола заключительного заседания Сталинабадской комиссии»
Комиссии по расследованию событий Контакта удалось установить, что Пришельцы пробыли на Земле три дня и не нанесли никакого ущерба окружающей среде и человечеству. Единственный случай, когда советский истребитель открыл по Чёрному Вертолёту огонь, был спровоцирован людьми. Паукообразные машины, вероятно, представляли собой «так называемые УЛМНП — Универсальные Логические Машины с Неограниченной Программой, то есть кибернетические механизмы, способные в любой ситуации совершать действия, наиболее логичные и целесообразные с точки зрения их основной программы». Принцип их действия и источник энергии так и остались неизвестными: на посадочной площадке не было следов повышенной радиоактивности. Исходя из реакции роботов на людей, комиссия предположила, что Хозяева не очень отличаются от землян, но сильно обогнали людей в области техники и теории кибернетики. Место запуска космического ковчега неизвестно, комиссия предположила, что «не исключено, что гигантская лаборатория странствует в Космосе тысячелетия или даже десятки тысяч лет и запущена из весьма отдалённого уголка Вселенной». По-видимому, именно её наблюдали сотрудники Афинской и Симеизской обсерваторий.

Героическая попытка Лозовского договориться с машинами в отсутствие их Хозяев была, конечно, заранее обречена на провал. Но он сделал громадное дело: он узнал и рассказал. Несомненно, это был большой подвиг, достойный советского учёного, представителя Человечества с большой буквы…

## История создания и публикации

Обложка сборника «Шесть спичек» (Детгиз, 1960). Художник Б. А. Алимов

Летом 1957 года Борис Стругацкий участвовал в археологических раскопках на территории Таджикистана и на основе свежих впечатлений набросал черновик рассказа «Пришельцы», немедленно отправленный старшему брату Аркадию. 31 августа Аркадий Натанович сообщал, что рассказ «Извне» (впервые используется это название) ещё сырой: «Бытовые и локальные подробности блестящи, а с самой главной задачей справился ты неважно. Но идея — дневник — превосходна: даёт много возможностей, и мы их используем». В этом же письме сообщалось, что повесть «Страна багровых туч» включена в издательский план. 6 октября Аркадий Натанович несколько по-другому оценивал рассказ: «Ты дал совершенно блестящую композицию и две эффектных и прекрасно написанных сцены», а старший из Стругацких «устранил некоторые несообразности, „не играющие“ моменты», и подписал итоговый текст именами обоих соавторов. 14 октября рукопись была отдана в редакцию журнала «Техника — молодёжи», Борису Стругацкому получившийся текст не нравился, в том числе «суховатым» стилем. Аркадий Стругацкий возражал, что «в таких обстоятельствах размазывать было бы неправильно», и называл рассказ «неплохим». В письме от 24 октября старший Стругацкий предложил создать на основе «Извне» полноценную повесть; эта идея возникла после беседы с неназванным сотрудником «Молодой гвардии», который жаловался на «отсутствие простых советских фантастов».
Рассказ «Извне» вышел в январском номере «Техники — молодёжи» за 1958 год с иллюстрациями Г. Борисова, а летом печатался с продолжением в душанбинской газете «Комсомолец Таджикистана» в номерах от 25, 27, 29 июня и 4 июля. Борис Стругацкий вспоминал, что авторы впервые столкнулись с редакторским произволом, когда от них потребовали вставить в текст советско-китайскую дружбу. Поэтому начало и конец журнального текста сильно отличались от оставшегося в черновиках. Авторских экземпляров писателям не полагалось, и потому Аркадий Натанович для подарков выкупил «по блату» шесть номеров, один из которых предназначался матери писателей — Александре Ивановне, и один руководителю раскопок и прототипу Лозовского — Борису Ставискому. В том же 1958 году рассказ был переведён на венгерский, польский и румынский языки, а затем и на болгарский под названием «Гости из космоса».
В феврале 1958 года было принято решение о создании альманаха фантастики и приключений, для которого востоковед-писатель Роман Ким предложил что-нибудь написать и Аркадию Стругацкому. 17 февраля Аркадий писал Борису, что «Извне» можно развернуть в повесть из трёх глав, объёмом около трёх-четырёх авторских листов. Официальный заказ от Р. Кима пришёл 19 марта 1958 года, он и стал непосредственным стимулом работы над «Извне» в формате повести. В апреле соавторы встретились в Ленинграде, однако работа над текстом на этом далеко не завершилась. В письме от 26 апреля Аркадий Натанович представил окончательный план произведения, включающий три рассказа и заключение Сталинабадской комиссии. Главным героем-рассказчиком первой части тогда был майор Ковалёв, второй части — археолог Титов, третьей — Лозовский, автором заключения комиссии являлся профессор Никитин. Черновик повести Аркадий Стругацкий закончил 8 мая. «Приглаженный и обслюнённый» вариант был отправлен Борису Стругацкому 11-го числа. 19 мая одобренный обоими соавторами вариант беловика направили Р. Киму. Далее рукопись надолго «застряла», и 17 февраля 1959 года А. Н. Стругацкий передал повесть («бросил в пасть») «Детгизу». Результат он именовал «неожиданным», так как редактор отдела фантастики Исаак Кассель и внутренний рецензент Кирилл Андреев («ярый ефремовец и вообще наш») назвали два первых рассказа «превосходными» и посоветовали минимальные правки для третьего, «в уэллсовском духе». 2 апреля рецензию Андреева Аркадий Натанович отправил Борису Натановичу, предложив ничего принципиально не менять, но добавив пришельцам «сердобольности» (как в сценах, когда роботы замирали, если Лозовский отбирал у них пищу для животных). 1 сентября 1959 года вопрос об издании авторского сборника рассказов был принципиально решён, тогда предполагалось назвать его «Извне» по заглавной и самой объёмной вещи. Состав сборника обсуждался в переписке соавторов 15 декабря.
В 1960 году повесть «Извне» вышла в свет в составе авторского сборника «Шесть спичек», после чего она редко переиздавалась. В 1964 году она печаталась в сборнике «В мире фантастики и приключений», а в 1980-м — в сборнике «Неназначенные встречи» (публикация давней вещи вызвала недоумение читателей). Вторая новелла четырежды перепечатывалась в сборнике «Фантастика и приключения» в 1967—1989 годах. В 1982 году «Извне» была переведена на английский язык для журнале «Soviet Literature Monthly», № 1 (январь). В дальнейшем повесть ещё два раза издавалась в англоязычных сборниках фантастики: «Aliens, Travelers, and Other Strangers» (1984) и в антологии мировой фантастики Джеймса Ганна «The Road to Science Fiction 6: Around the World» (1998). После 1991 года повесть выходила исключительно в собраниях сочинений и многотомниках. Для полного собрания сочинений группы «Людены» был использован беловик, обнаруженный в архиве Стругацких.

## Литературно-художественные особенности

### Типология жанра. Стилевые особенности. Тематика диалога с Другим
Историк Дмитрий Володихин и писатель-фантаст Геннадий Прашкевич рассматривали «Извне» в контексте первой большой повести Стругацких «Страна багровых туч». Оригинальность произведению придавало то, что оно состояло из пяти разнородных фрагментов: трёх рассказов очевидцев в форме «художественного отчёта», дневника Б. Я. Лозовского и финальной «Выдержки из протокола Сталинабадской комиссии». В известной степени над повестью «витал дух» динамичного триллера И. А. Ефремова «Олгой-Хорхой», построенного на том же экспедиционном антураже «в дикую глушь». Впрочем, с точки зрения Володихина и Прашкевича, «ранний Ефремов настолько же энергичнее и живее ранних Стругацких, насколько зрелые Стругацкие (с середины 60-х) в литературном отношении более совершенны, чем зрелый Ефремов». Также в «Извне» проявились две композиционно-повествовательные находки, впоследствии развитые в творчестве братьев-соавторов. Во-первых, «художественный отчёт», с успехом реализованный через два десятилетия в «Жуке в муравейнике» (сцены на планете Надежда). Во-вторых, «документализм», в дальнейшем развитый в повести «Волны гасят ветер». Отсутствие цельности в литературном дебюте Стругацких отмечал их биограф писатель-фантаст Ант Скаландис. Он заявил, что «Извне» было написано тремя разными людьми в разное время: первую главу писал Аркадий Стругацкий, вторую — Борис Стругацкий, третью — «очень юный, очень неопытный ещё писатель» братья Стругацкие. Впрочем, с его точки зрения, уже в этой повести продемонстрировано высокое мастерство в описаниях и диалогах, появилась стилевая манера будущих зрелых писателей.
Польский стругацковед Войцех Кайтох отмечал, что с точки зрения типологии жанра «Извне» являлась классическим представителем «жюльверновской» технической фантастики. В рамках этого жанра в реалистично описанный мир современности вторгается фантастический элемент, который является основной целью описания. Фантастические машины представлены рационально и правдоподобно, и писатели чётко обозначают истинность их описания. «Журнальный дебют начинающих фантастов» продемонстрировал, что Стругацких интересовало то же самое, что и любого писателя-реалиста, то есть писателя-психолога. История высадки пришельцев представала в «Извне» с трёх точек зрения. Во-первых, офицеров, которые во время туристической вылазки в горы обнаружили высаженного «космического зайца». Смысл этого эпизода остался военным непонятным, а читателю судьба найденного человека откроется из остальных рассказов. Вторым наблюдателем был археолог, сильно испугавшийся автоматов пришельцев. Третьим — тот самый найдёныш, который, оказавшись в эпицентре высадки инопланетян, отважился проникнуть в автоматический посадочный модуль, чтобы установить контакт с теми, кто его выслал. Собственно научно-фантастическим был пласт допущений, связанных с попыткой представить, как мог бы выглядеть полностью автоматизированный космический корабль, предназначенный для исследования и сбора биологических образцов на многих планетах, высланный более развитой, чем наша, цивилизацией. «Рассказ военного, взятый отдельно, является при этом простым, без претензий, эпизодом из жизни провинциального гарнизона на Дальнем Востоке».
В. Н. Лисовицкая (Самарский национальный исследовательский университет имени академика С. П. Королёва) отмечала, что в своей ранней прозе 1950-х годов Стругацкие активно искали собственный стиль, в том числе константы художественного мира и способы актуализации и репрезентации собственного «Я» и «Другого». Трёхчастная структура повести позволила собрать воедино образ события через личность рассказчика, а не автора-повествователя. Рассказчики явились проводниками в фантастический мир, будучи при этом отражениями самих авторов. При этом, в угоду жанру, у героев сильно стёрты индивидуальные черты. И хотя центральное фантастическое допущение повести очевидно — «разуму незачем бродить по космосу лично, достаточно послать туда разумные автоматы», — герои-рассказчики постоянно находятся в поисках ответов на вопросы, которые авторской волей в тексте не задаются. В дальнейшем это привело к выработке особого, так называемого «хемингуэевского», стиля Стругацких. В «Извне» нет и прямого контакта с инопланетными формами жизни, «Другие» присутствуют лишь как потенциальные участники диалога. Впрочем, в тот период Стругацкие исходили из того, что пришельцы в минимальной степени отличаются от людей и обладают схожим сознанием. Лозовский, оказавшись в одиночестве, остро ощущает необходимость присутствия другого мыслящего субъекта, он борется с искушением вести жизнь животного на полном машинном обеспечении. Когда он обнаруживает следы пребывания на корабле другого разумного человекообразного, у него появляются силы двигаться дальше. Находка Лозовским мумии существа со статуэткой трёхпалого очень важна в контексте, так как репрезентирует жажду познания и стремления постичь неизвестное. Стругацкие тем самым демонстрируют отношение к возможности диалога с «Другим». Только существа, обладающие сознанием, достойны внимания, а человеческое «Я» способно обрести полноту бытия только вместе и через «другое Я». Ощущение, что «Другой» присутствует в качестве наблюдателя, вызывает у героев «Извне» состояние экзистенциального ужаса. Вдобавок «Другой» в контакт не вступает. По мнению В. Лисовицкой, в дальнейшем Стругацкие создали образы прогрессоров (агентов Земли, скрыто вмешивающихся в ход истории человеческих цивилизаций на других планетах) как развитие идеи стороннего наблюдателя, не обозначающего свою инаковость. По Стругацким, человечество не готово к контакту с другим сознанием. Лозовский, хотя и аттестует себя как «парламентёра человечества», больше всего напоминает «любопытного ребёнка, который пробрался тайком в родительскую спальню»: одновременно «боится, но очень хочет быть пойманным». Не случайно, что его пребывание на борту космического ковчега заканчивается лекцией о Земле, во время которой он сам многое понимает про себя и людей в целом. При этом Лозовский даже не пытался представить и понять тех, к кому бы он хотел обратиться.
Писатель Сергей Алхутов обращал внимание, что в творчестве Стругацких очень рано появилась тема выбора, придающая повествованию дихотомичность, заведомую дуальность. С самого начала герои произведений братьев-соавторов — взрослые люди, наделённые общей интеллигентностью, по своей природе в высшей степени порядочные. Мотив выбора ни в коем случае не упрощён, это далеко не всегда моральный выбор «между явным добром и очевидным злом». В частности, Борису Лозовскому — советскому и земному Человеку с большой буквы — на борту корабля Пришельцев пришлось выбирать «между страстью к познанию и человеческим достоинством».

### Система образов фантастической повести

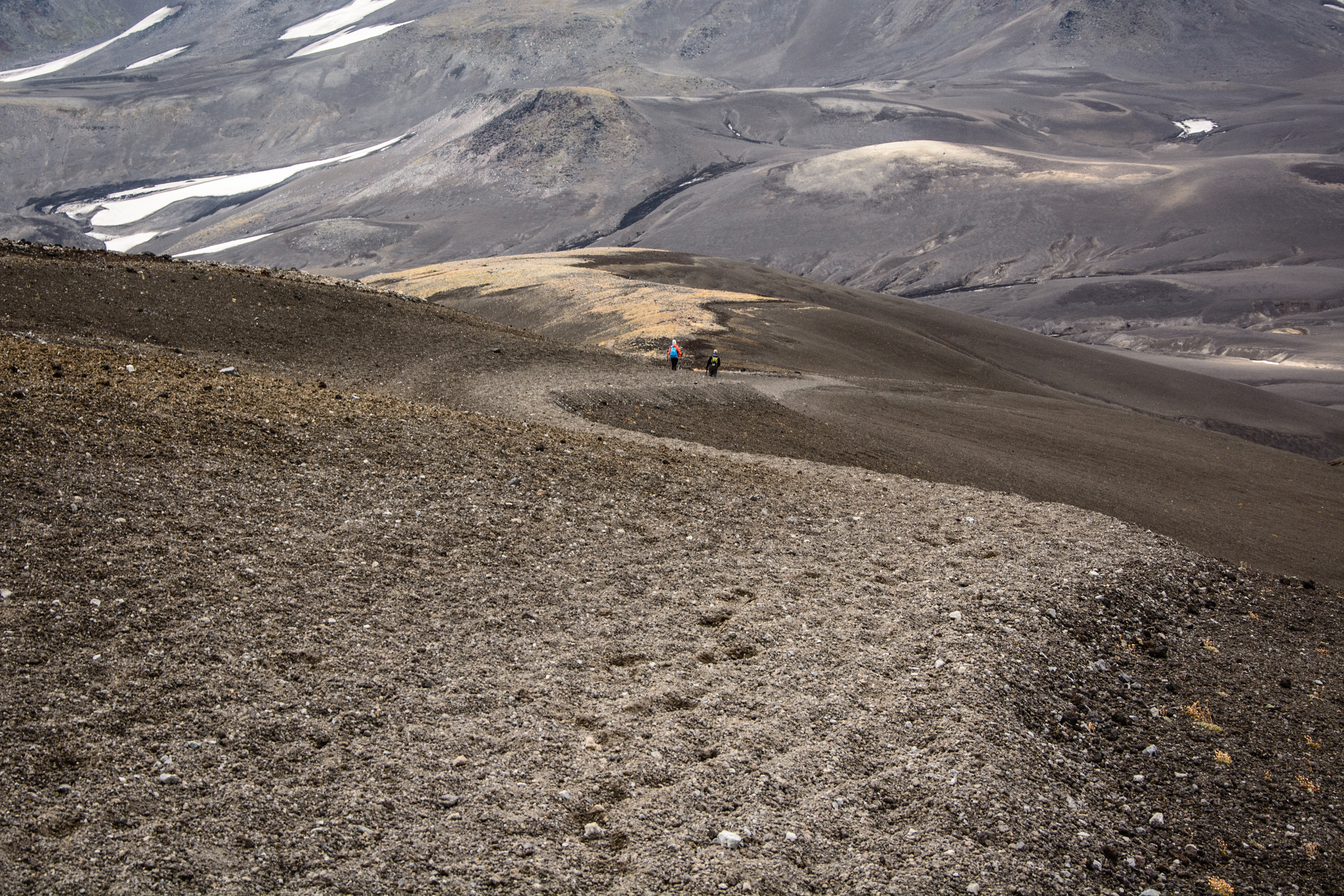
Лавовые поля на склонах Авачинской сопки. Фото 2014 года

Биограф Стругацких Ант Скаландис отмечал, что в первой главе (или первом рассказе) повести с документальной точностью описано восхождение Аркадия Стругацкого на Авачинскую сопку, которое состоялось через десять дней после его прибытия в камчатский гарнизон в августе 1952 года. Равным образом, археологические подробности второй главы были практически не изменёнными воспоминаниями Бориса Стругацкого о его поездке с археологами в Пенджикент летом 1957 года. Впрочем, сам Борис Натанович заявлял, что описанные им сослуживцы не узнавали себя, хотя в первоначальном варианте археолог носил имя реального руководителя раскопок в Пенджикенте Бориса Яковлевича Ставиского. Напротив, сослуживцы Аркадия Натановича, ставшие прототипами, охотно с этим соглашались. Так, под именем фронтовика Коли Гинзбурга был выведен начальник топографической службы майор Клецко. Помощник начальника штаба по физической подготовке майор Аникеев сделался физруком майором Пёрышкиным. Под именем повествователя майора Кузнецова Аркадий Стругацкий вывел самого себя. Наиболее сложный пример инверсии был применён к Виктору Строкулеву. Этот военнослужащий, адъютант командира дивизии, был выведен под своими именем и фамилией, однако образ его собирательный. Литературный Строкулев аттестован как местный Казанова, у которого было по девушке в каждом населённом пункте, тогда как в реальности у майора были жена и ребёнок. По тексту повести восхождение проходило 2 сентября вчетвером, в реальности на Авачу 9 и 10 августа совершили восхождение шестнадцать человек.
По сохранившимся в архиве черновикам можно проследить инверсию реальных географических локаций: Абакан — Алакан, Петропавловск, превратившийся в два разных города — Павлопетровск и Павлодемьянск, Кановская — Адаидская — Адаирская сопка (Авачинская Сопка). В порядке самоцензуры менялись некоторые военные реалии, например тактические учения на лавовом поле в черновике были прицельным бомбометанием, Строкулев же летом не вывихнул ногу на танцах в клубе, а оказался на гауптвахте. В археологическом рассказе подлинное имя Б. Я. Ставиского использовалось в первых черновиках, затем предлагался вариант «Борис Янович Ковалёв», а в опубликованном в 1958 году рассказе он получил имя «Борис Янович Стронский». Таджик Джамил Каримов в черновиках был Борисом Лукониным («…именно он устроил меня — астронома по специальности — в экспедицию, где я и вкушал все прелести положения человека, без которого можно обойтись, то есть мыл керамику, готовил обед и снимал по мере надобности план раскопок»).
Философ Вячеслав Сербиненко постулировал, что ещё во второй половине 1950-х годов Стругацкие создали собственный литературный метамир, который в течение всего времени их творчества служил лабораторией разнообразных социально-утопических идей. Именно данное обстоятельство определяло специфику хронотопа всех произведений соавторов: «Чётко очерчивается временно́й интервал, в котором и впредь будут происходить невероятные и захватывающие приключения персонажей». Время в ранней фантастической прозе Стругацких включает ряд взаимосвязанных циклов, в том числе их условную современность, то есть рубеж 1950—1960-х годов. Именно это время и пространство господствует в повести «Извне». Налицо и все атрибуты традиционного космического жанра — встреча с пришельцами. В. В. Сербиненко отмечал, что тема контакта, очень рано появившись в творчестве Стругацких, оставалась в ней доминирующей до самого конца. Он истолковывал сюжет «Извне» в терминологии сенсации: «контакта с НЛО». Поэтому повесть выстроена в форме документального отчёта разных граждан, один из которых пережил более тесный контакт, так называемый «близкий контакт третьего рода». Однако единственным трофеем археолога Лозовского является металлический идол, и вся атмосфера «визита» находится в поле не рационализма, а совсем наоборот — является зловещей магической и оккультной. Рассказ Лозовского о пребывании на борту «Летучего голландца» Сербиненко считает видением: землянину лишь показалось, что он попал на межзвёздный ковчег, а Пришельцы — «это механические призраки своих давно умерших Хозяев, некогда проклятых за какое-то чудовищное преступление». Однако «чертовщина» задействована для выявления характера суперрационалистически настроенных героев, на которых любая «демонология» не столько наводит ужас, сколько «провоцирует и искушает». Таким образом, Лозовскому «и чёрные собаки-роботы не смогли помешать проникнуть в „летающую тарелку“» (В. Сербиненко, впрочем, именует героя «слегка помешавшимся на НЛО»).
В повести, как впоследствии во всём творчестве Стругацких, много интертекстуальных перекличек, аллюзий и скрытых цитат. Например, камчатские офицеры переиначили на свой лад зачин пушкинской поэмы «Цыганы» и именуют одного из коллег «Тартарен из Алакана» по названию известного романа Доде. Неформальное именование Лозовского «пан шеф» восходит к рассказу Я. Гашека «Обручение моей сестры». Сцена, в которой Лозовский не мог вскрыть на борту «Летучего голландца» консервную банку, так как не взял «открывашку», восходит к двенадцатой главе повести «Трое в лодке, не считая собаки» Джерома Джерома. Он именует пришельцев «Братьями по разуму» — впервые это сочетание использовал И. А. Ефремов в романе «Туманность Андромеды». Данные о наблюдениях в 1955 году таинственных объектов на очень вытянутой околоземной орбите были взяты Б. Н. Стругацким из реферативного журнала «Астрономия и геодезия» и сохранились переписанными в записную книжку.
В повести «Извне» вообще нет женских образов. Во всех новеллах главным героем оказывается мужчина-исследователь (или воин), решающий некую важную задачу и добровольно доводящий себя до изнеможения при выполнении возложенной на себя миссии. Характерной чертой такого героя становится не просто стремление выполнить задачу, но существование на пределе человеческих возможностей, а иногда выходя за эти пределы. «Сверхлюди» Стругацких отлично разбираются в человеческой психологии, а также умеют организовывать свои силы и время для выполнения жизненно важной задачи.

### Критика
Критик Борис Ляпунов в большом обзоре советской фантастики упомянул, что хотя темой рассказа 1958 года и был «прилёт гостей из Космоса», но Землю посетили не обитатели иной планетной системы, а их посланники — разумные машины. Их описания отдалённо напоминают марсиан «Борьбы миров» Герберта Уэллса. Французский писатель Жак Бержье упоминал Стругацких в своём обзоре советской научной фантастики и называл рассказ «Извне» «замечательным».
Сразу после выхода журнального варианта коллега Бориса Стругацкого по Пулковской обсерватории Лидия Камионко откликнулась следующим четверостишием, процитированным в письме Аркадию Стругацкому 7 июля 1958 года:
Писатель Стругацкий с фантастикой дружен,

Научно подкован вполне —

Блистает мысля́ми внутри и снаружи

Бессмертная повесть «Извне».
Борис Натанович прокомментировал эпиграмму так: «Братья Стругацкие названы здесь „писателем Стругацким“, а короткий рассказик — „повестью“, надо понимать, из соображений сугубо эстетических — размер там, рифма, то, сё…».
В архиве Аркадия Стругацкого сохранилась объёмная внутренняя рецензия «Детгиза», написанная известным критиком того времени К. Андреевым и датированная 11 февраля 1959 года. Копию этой рецензии Аркадий Натанович отправил брату 2 апреля 1959 года. Критик сразу обозначил, что Стругацкие «сделали большие успехи в овладении литературным мастерством», и заявил, что «Извне» — значительный шаг вперёд по сравнению с научно-фантастическим романом «Страна багровых туч», который К. Андреев также рецензировал для издательства. Первый рассказ демонстрирует «превосходное знание армейского быта и языка» и написан в «хорошей реалистической манере». Второй рассказ, в котором непосредственно появляются Пришельцы, также не вызвал у критика возражений. Однако рассказ самого Б. Лозовского был назван «мрачной фантазией», которая «не может не вызвать резких возражений со стороны всех, кто любит и создаёт новую по своему характеру советскую реалистическую фантастику». Изображение корабля пришельцев отвечает канонам западной фантастики, которая со времён Г. Уэллса показывает «жителей иных миров враждебными, злобными, отвратительными и во всех отношениях нечеловеческими существами». Выявил К. Андреев и сугубо литературные неувязки: например, зачем нужен «пришельцам»-роботам музей с витринами и могли ли сохраняться живыми существа иных планетных систем, «если космический корабль-разведчик странствовал в межзвёздном пространстве тысячи и десятки тысяч лет?». Неудачным показалось критику заключение в протокольном стиле: «Подобного типа повесть должна допускать двоякое решение (бред, ошибка, неверно понятое или неверно истолкованное событие). В этом — специфика жанра».
Сборник «Шесть спичек» вызвал ряд отзывов, которые были вписаны в дискуссии о сущности и функциях научно-фантастического жанра рубежа 1950—1960-х годов. Критика практически не имела претензий к повести, что В. Кайтох считал «неудивительным»: сборник «Шесть спичек» вышел в издательстве детской литературы, а космический «заяц» Лозовский был современным человеком, «достойным советским учёным, представителем Человечества с большой буквы» и имел право «быть немного странным». В сводной рецензии М. Искрина, выдержанной в дидактическом стиле, рекомендуется устроить встречу читателей-школьников с учителем физики, чтобы «занимательные и в основном вполне доступные пионерам рассказы стали ещё интересней». Повесть «Извне» характеризуется как призывающая к безграничности познания: Лозовский «пробирается в звездолёт с риском никогда не вернуться туда, где жил и трудился». Однако он хочет постигнуть тайну корабля, посланного «в путешествие по планетам кем-то находящимся неведомо где».
В 1961 году повесть упоминалась в саркастическом по тону обзоре В. Шитовой в журнале «Юность». Критик находила в разных произведениях Стругацких (например, в рассказе «Забытый эксперимент») черты литературы ужасов, присущие и другим писателям-фантастам. В повести «Извне» критикуются натуралистические описания инопланетной фауны, и выражается возмущение, что «мир неведомого, который откроет нам будущее, — это мир ужасов, мир „грибов с глазами“». В результате В. Шитова приходила к выводу, что вся фантастика — это низший жанр, произведения которого не отличаются художественным вкусом и рассчитаны на самую нетребовательную аудиторию. «Когда чтение таких книг входит в привычку — а оно входит в привычку, — человек незаметно и часто непоправимо отвыкает от хороших книг». Этому противопоставляется творчество Герберта Уэллса и Александра Беляева, «которые страшным не развлекали и не выдумывали его. Страшное у больших писателей-фантастов всегда рождалось в глубоких размышлениях над жизнью природы и общества». Сборники Стругацких «Шесть спичек» и «Путь на Амальтею» в целом признаны «требующими скидок на жанр», ибо в них «слишком много привычного, надоевшего». К дискуссии подключились ведущие ленинградские литературоведы Е. Брандис и В. Дмитревский, которые на страницах журнала «Звезда» и альманаха «В мире фантастики и nриключений» решительно выступили в защиту фантастов, в том числе и Стругацких. Критиками был сделан акцент на актуальность подачи для широкой публики идей кибернетики, причём в повести «Извне» Стругацкие поднялись до уровня больших обобщений, попытавшись утвердить «идею каких-то общих закономерностей в развитии науки и техники и на Земле, и на других мирах». В большой статье 1963 года Брандис и Дмитревский заявили, что «хорошие научно-фантастические и приключенческие книги отвечают на многие волнующие вопросы, поставленные самой жизнью». Соответственно, и в «Извне», «в отличие от многих „кибернетических“ рассказов, <…> ведущая роль принадлежит самому человеку». Лозовский — истинный советский человек, представитель Человечества с большой буквы. На фоне бурного развития фантастики, в том числе в крупной форме, уже в сводном обзоре 1963 года Наталии Чёрной (журнал «Дружба народов») повесть «Извне» характеризуется как «пережиток старой, традиционной приключенческой фантастики».
Критик Юлий Смелков в послесловии к сборнику «Неназначенные встречи» (1980) подчёркивал, что в своей ранней повести молодые писатели Аркадий и Борис Стругацкие «достаточно талантливы, чтобы подробно мотивировать ситуацию» Контакта, но их мастерства ещё не хватило, чтобы «взять от неё всё, что можно». Человек Земли, вступающий в общение с внеземным разумом, становится поистине Человеком Космическим. В обстановке энтузиазма конца 1950-х годов «человек космический мыслился как слегка улучшенный вариант человека земного». Борис Янович Лозовский мужественен, решителен, а его всепоглощающая страсть к познанию заставляет его не колеблясь проникнуть в корабль инопланетян и не жалеть о содеянном, даже испытав всяческие лишения. Его героизм оказался тщетным: Контакт не состоялся, а сделанное Лозовским может быть описано всего двумя словами — «узнал и рассказал». Критик отмечал и чрезмерную для масштаба повести детальность обрисованной ситуации. Литературовед и философ Илья Кукулин уже в XXI веке отмечал, что повесть «Извне» в начале творческого пути Стругацких задавала их важнейший тематический контекст, ярко проявившийся впоследствии в «Пикнике на обочине»: вся земная жизнь может быть «обочиной» с точки зрения более высокоразвитых цивилизаций, у которых есть свои неизвестные цели — и цели эти, вполне вероятно, не учитывают интересов ни конкретных людей, ни человечества в целом. Примерно такие же идеи высказывались и читателями: «Больше всего эта повесть напоминает „Пикник на обочине“ — в ней нет таких же печальных последствий, но есть то же ощущение чужого присутствия, которое не считается не только с желаниями людей, но и вообще с тем, что с ними произойдет. Чуждая и непонятная сила».